# ماونتلیندزی (کوئینزلند)
ماونتلیندزی (به انگلیسی: Mount Lindesay) یک منطقهٔ مسکونی در استرالیا است که در نیو ساوت ولز واقع شده‌است. ماونتلیندزی ۱٬۱۷۷ متر بالاتر از سطح دریا واقع شده‌است.